# Hospital Sirio-libanés (São Paulo)

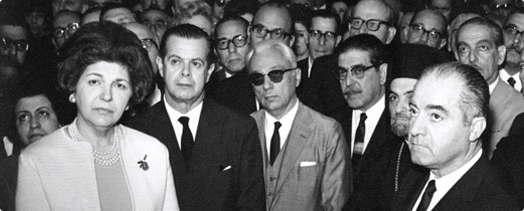
Inauguración del hospital.

El Hospital Sirio-Libanés (en portugués: Hospital Sírio-Libanês) es un complejo hospitalario brasileño privado con sede en São Paulo y en Brasilia. Planeado en 1921 y fundado en 1965 el hospital fue construido por la numerosa comunidad sirio-brasileña y libanesa de São Paulo. És considerado uno de los más importantes centros médicos de Brasil y de América Latina, siendo notable por atender a figuras públicas, popularidad atribuida a la composición de su equipo médico. En 2024 apareció entre los 100 mejores hospitales en el mundo de acuerdo con un ranking especializado, siendo el segundo mejor de Brasil.

## Historia

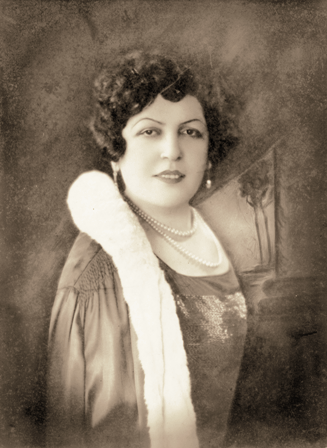
Adma Jafet

La historia del hospital se remonta al 28 de noviembre de 1921 cuando un grupo de amigas de la colonia sírio-libanesa, reunidas en la casa de doña Adma Jafet, planearon construir un hospital con la finalidad de retribuir a la ciudad de Sao Paulo que las había acogido. En esa reunión fundaron la Sociedade Beneficente de Senhoras (en español: Sociedad de Beneficencia de Señoras), que buscó apoyo de voluntarios y empresarios para la construcción de un hospital. Con la ayuda de donadores, la construcción se inició en 1931. Con la inauguración programada para 1941, el complejo estaba prácticamente listo cuando fue tomado por el ejército debido a las tensiones de la Segunda Guerra Mundial y fue transformado en una escuela preparatoria de cadetes de Sao Paulo. En 1959, las obras fueron retomadas luego de mucha insistencia.
Quien retomó el proyecto en ese momento fue la hija de Adma, Violeta Jafet, ya que Adma falleció en 1956. El 15 de agosto de 1965, el Hospital Sírio-Libanés fue oficialmente inaugurado.

## Unidades
El Sirio-Libanés está compuesto por las siguientes unidades: 
- Bella Vista, São Paulo – Complejo hospitalario, incluyendo unidades de internación, Centro quirúrgico, Centro de diagnósticos y Pronto atendimiento.
- Itaim Bibi, São Paulo - Centro de diagnósticos, hospital de día, Centro de acompañamiento de la salud y chequeo, Centro de reproducción humana y Centro de tratamiento de las venas.
- Jardines, São Paulo - Unidad de atención.
- Brasilia - Centro de oncología.